# West Derby
West Derby är en stadsdel i Liverpool, i distriktet Liverpool, i grevskapet Merseyside, i England. Ward hade 13 837 invånare år 2021. West Derby var en civil parish fram till 1922 när blev den en del av Liverpool. Civil parish hade 168 915 invånare år 1921. West Derby var ett distrikt från 1894 till 1895. Byn nämndes i Domedagsboken (Domesday Book) år 1086, och kallades då Derbei/Derberie.